# Ruta de Rhode Island 216
La ruta de Rhode Island 216, y abreviada R.I. 216 (en inglés: Rhode Island Route 216) es una carretera estatal estadounidense ubicada en el estado de Rhode Island. La carretera inicia en el sur desde la US 1     en Charlestown hacia el Norte en la Ruta 216     en North Stonington. La carretera tiene una longitud de 13 km (8.1 mi).

## Mantenimiento
Al igual que las autopistas interestatales, y las rutas federales y el resto de carreteras estatales, la ruta de Rhode Island 216 es administrada y mantenida por el Departamento de Transporte de Rhode Island por sus siglas en inglés RIDOT.

## Cruces
La ruta de Rhode Island 216 es atravesada principalmente por la  Ruta 91     en Hopkinton.